# Лихомостье
Лихомостье — деревня в Рославльском районе Смоленской области России. Входит в состав Перенского сельского поселения. Население — 10 жителей (2007 год). 
Расположена в южной части области в 7 км к югу от Рославля, в 1 км юго-западнее автодороги А141 Орёл — Витебск, на берегу реки Лаповка. В 4 км северо-восточнее деревни расположена железнодорожная станция Липовская на линии Рославль — Брянск. 

## История
В годы Великой Отечественной войны деревня была оккупирована гитлеровскими войсками в августе 1941 года, освобождена в сентябре 1943 года.